# Da Boy Tommy
Da Boy Tommy, artiestennaam van Tommy Debie (Schoten, 18 mei 1976 – Brugge, 24 februari 2013), was een Belgisch jump-dj. Hij wordt gezien als de grondlegger van deze muziekstijl. Da Boy Tommy draaide vaak met Da Rick.

## Biografie
Debie werd niet bekend met zijn eerste tracks. Maar in oktober 1999 kwam daar verandering in: speciaal voor 31 oktober bracht hij de single Halloween uit, waarvan er meer dan 45.000 exemplaren in Vlaanderen werden verkocht. Het werd daarmee ook een van de grootste hits van 1999. In februari 2000 bracht hij een tweede succesvolle single uit: Candyman. Deze verkocht nog beter dan de vorige.
Debie noemde zijn eigen muziek 'jumperkes', vandaar de naam jump/jumpstyle. Ook was hij mede-eigenaar van het label Jumper Records.
In februari 2007 werd hij vader.

## Ongeval en overlijden
Op zaterdag 10 november 2012 's ochtends raakte Debie betrokken bij een zwaar verkeersongeval: op de afrit van de E40 in Nieuwpoort verloor hij de controle over het stuur van zijn auto, op weg naar zijn werk. Het voertuig raakte in een slip, gleed door de graskant en kwam enkele tientallen meters verder tegen een verlichtingspaal terecht. De brandweer moest ter plaatse komen om hem uit zijn wagen te bevrijden. Debie werd met levensbedreigende verwondingen (hoofd en ledematen) naar het ziekenhuis gebracht, waar hij een aantal maanden in coma lag.
Op 24 februari 2013 overleed hij op 36-jarige leeftijd aan de gevolgen van het ongeval.

## Discografie

### Albums
| Album met hitnotering(en) in de Vlaamse Ultratop 200 albums | Datum van verschijnen | Datum van binnenkomst | Hoogste positie | Aantal weken | Opmerkingen |
| ----------------------------------------------------------- | --------------------- | --------------------- | --------------- | ------------ | ----------- |
| I Love School                                               | 2000                  | 9 december 2000       | 26              | 10           |             |

### Singles
| Single met eventuele hitnotering(en) in de Nederlandse Top 40 | Datum van verschijnen | Datum van binnenkomst | Hoogste positie | Aantal weken | Opmerkingen |
| ------------------------------------------------------------- | --------------------- | --------------------- | --------------- | ------------ | ----------- |
| Candyman                                                      | 2000                  | 15 april 2000         | 45              | 9            |             |
| Kol Nedra                                                     | 2000                  | 22 juli 2000          | 65              | 5            |             |

| Single met hitnotering(en) in de Vlaamse Ultratop 50 | Datum van verschijnen | Datum van binnenkomst | Hoogste positie | Aantal weken | Opmerkingen     |
| ---------------------------------------------------- | --------------------- | --------------------- | --------------- | ------------ | --------------- |
| Halloween                                            | 1999                  | 11 maart 2000         | 1(3wk)          | 20           | Goud            |
| Candyman                                             | 2000                  | 11 maart 2000         | 1(4wk)          | 15           | Goud            |
| Kol Nedra                                            | 2000                  | 22 juli 2000          | 4               | 15           |                 |
| Full Moon                                            | 2000                  | 25 november 2000      | 9               | 10           |                 |
| Da Real Jumpstyle                                    | 2001                  | 3 maart 2001          | 28              | 4            | met The Jumpers |
| Amen                                                 | 2001                  | 23 juni 2001          | 28              | 4            |                 |
| Little Dicks 2001                                    | 2001                  | 3 november 2001       | 47              | 1            |                 |
| Dead People                                          | 2002                  | 26 oktober 2002       | tip6            | –            |                 |